# Pierre-Alexandre Morlon
Pierre-Alexandre Morlon (Mâcon, 1878 - 1951) was een Frans medailleur en beeldhouwer.
Morlon heeft voor de Franse staat diverse opdrachten uitgevoerd, onder andere voor onderscheidingen. Zijn grootste successen waren het winnen van de prijsvraag van 1921 voor het ontwerp van de miljoenen keren uitgereikte Herinneringsmedaille aan de Oorlog en het ontwerp van een nieuwe Marianne, het symbool van de Franse Republiek. Dit type Morlon werd tussen 1931 en 1959 voor Franse munten gebruikt.

## Werk
- De Herinneringsmedaille aan de Oorlog 1914-1918
- De Intergeallieerde Overwinningsmedaille
- De Luchtvaartmedaille
- Frans en Urugayaans muntgeld
- Diverse standbeelden en sculpturen
- Medailles (legpenningen) waaronder verschillende portretten van de als een keltische krijger afgebeelde Gallia

- Bibliothèque nationale de France: cb181137338 (data)
- Gemeinsame Normdatei: 1037803906
- International Standard Name Identifier: 0000 0000 6814 0123
- Library of Congress Control Number: no2023120850
- National Gallery of Victoria: 14365
- RKD-Nederlands Instituut voor Kunstgeschiedenis: 213954
- Système universitaire de documentation: 27101900X
- Union List of Artist Names: 500123493
- Virtual International Authority File: 96593218